# Distrito de Moneragala
Moneragala (en tamil: மொனராகலை மாவட்டம்) es un distrito de Sri Lanka en la provincia de Uva. Código ISO: LK.MJ.
Comprende una superficie de 7 133 km².
El centro administrativo es la ciudad de Moneragala.
El distrito cuenta con una gran variedad de lugares arqueológicos e históricos, como p. ej el Buda de Maligawila, 

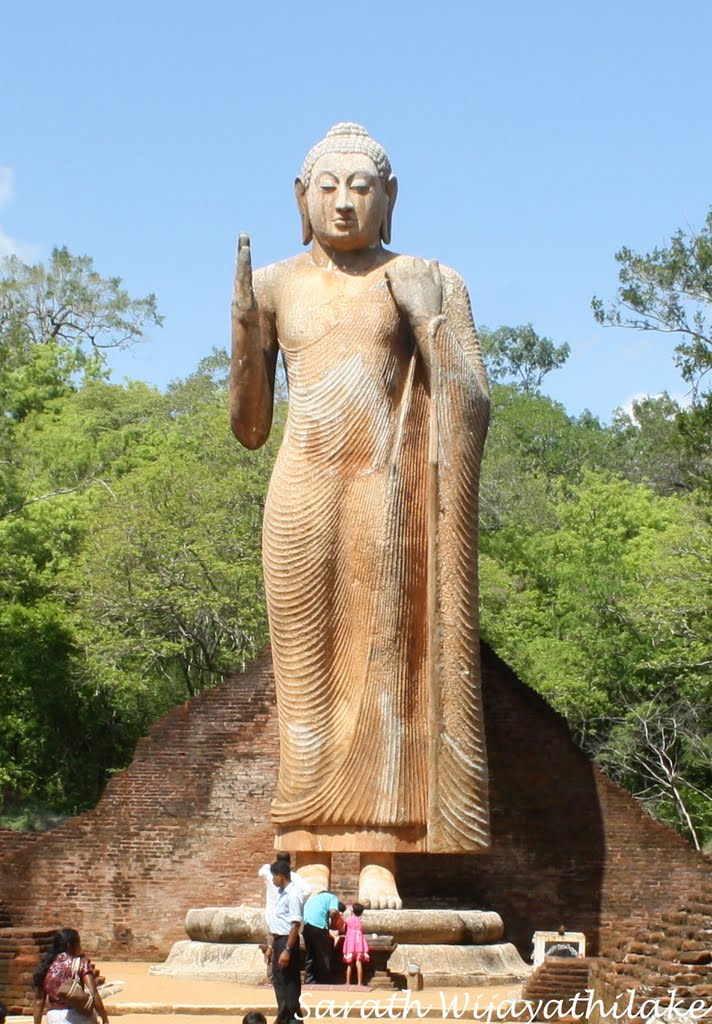
Buda de Maligavila

## Demografía
Según estimación 2010 contaba con una población total de 440 000 habitantes, de los cuales 215 000 eran mujeres y 225 000 varones.